# Lijst van beelden in Barendrecht
Dit is een (onvolledige) chronologische lijst van beelden in Barendrecht. Onder een beeld wordt hier verstaan elk driedimensionaal kunstwerk  in de openbare ruimte van de Nederlandse gemeente Barendrecht, waarbij beeld wordt gebruikt als verzamelbegrip voor sculpturen, standbeelden, installaties, gedenktekens en overige beeldhouwwerken.
| Geplaatst | Omschrijving                       | Kunstenaar                      | Straat                             | Plaats      | Materiaal                 | Afbeelding |
| --------- | ---------------------------------- | ------------------------------- | ---------------------------------- | ----------- | ------------------------- | ---------- |
| 1946      | Gedenkteken Smitshoek              |                                 | Klompenmakerij                     | Barendrecht | Hardsteen                 |            |
| 1948      | Verzetsmonument en Indie monument  | J.C. Moekestorm                 | Dorpsstraat                        | Barendrecht |                           |            |
| 1952      | Monument gevallenen                | onbekend                        | Achterzeedijk 75                   | Barendrecht |                           |            |
| 1966      | De Naald                           | F.J.C. van der Vegt             | Londen                             | Barendrecht | Staal                     |            |
| 1972      | Meteoroloog                        | Lo van der Linden               | Dorpsstraat-Oost to 16             | Barendrecht | Staal                     |            |
| 1973      | Meisje in de wind                  | Theo van der Nahmer             | Hoek Binnenlandse Baan/Windsingel  | Barendrecht | Brons                     |            |
| 1975      | Het gesprek                        | Frank Letterie                  | Botter/Kempenaar                   | Barendrecht | Brons                     |            |
| 1978      | Meisje met haan                    | Tineke Bot                      | Middenbaan                         | Barendrecht | Brons                     |            |
| 1978      | Ouders met spelend kind            | Marcus Ravenswaaij              | Borgstede/ Binnenlandse Baan       | Barendrecht | Brons                     |            |
| 1978      | Samen Sterk                        | Marijke Ravenswaaij-Deege       | Binnenhof                          | Barendrecht | Brons                     |            |
| 1985      | Poortplastiek                      | Hans Versteeg                   | Rietgors/hoek Kwikstaart           | Barendrecht |                           |            |
| 1985      | Saenredamprojekt/ Full Moon I      | Lucien den Arend                | Jaagpad                            | Barendrecht |                           |            |
| 1987      | De Afleider                        | Sebastiaan Hofman               | 2e Barendrechtseweg                | Barendrecht |                           |            |
| 1989      | Het Labyrint                       | Marinus Boezem                  | Binnenhof                          | Barendrecht | Glas                      |            |
| 1993      | Voor Hatchepsut                    | Maria Glandorf                  | Binnenlandse Baan/Marjoleinlaan    | Barendrecht |                           |            |
| 1994      | Wimpels                            | Marte Röling                    | Middenbaan                         | Barendrecht |                           |            |
| 1996      | Anamorfose                         | Per Abramsen                    | Bachlaan                           | Barendrecht | Aluminium                 |            |
| 1996      | Gate 2                             | Kees Buckens                    | Muziekplein                        | Barendrecht | Graniet Kalksteen         |            |
| 2002      | Full Moon II                       | Joseph Semah                    | Serenadelaan                       | Barendrecht | Brons                     |            |
| 2002      | Carrousel                          | Guido Geelen                    | Riederpark                         | Barendrecht | Aluminium                 |            |
| 2002      | De Griendwerker                    | Roel Bendijk                    | Berlagedreef                       | Barendrecht | Brons                     |            |
| 2002      | Vreemde planten en gevallen wolken | Hieke Luik                      | Riederpark                         | Barendrecht |                           |            |
| 2002      | GROEN                              | Maarten de Reus                 | Kilweg/hoek Carnisser Baan         | Barendrecht |                           |            |
| 2004      | Plooi na plooi                     | Ronald van Tienhoven            | Middeldijkerplein                  | Barendrecht |                           |            |
| 2004      | Sono, Twister & Catwalk            | Mary Overtoom                   | Kouwenhovenakker                   | Barendrecht | Roestvast staal Kunststof |            |
| 2005      | De Pont                            | Teike Asselbergs Elias Tieleman | Waddenring                         | Barendrecht | Staal                     |            |
| 2005      | Burgers van Carnisse               | Erik Buijs                      | Middeldijkerplein                  | Barendrecht | Brons                     |            |
| 2005      | Titaantjes                         | Wim Geeven                      | Smitshoekse Baan                   | Barendrecht |                           |            |
| 2006      | De Smid                            | Axel en Helena van der Kraan    | Pottenbakkerij                     | Barendrecht | Brons                     |            |
| 2006      | Hill, Mirror, Environment          | Arno van der Mark               | Gaatkensbult of Jan Gerritseheuvel | Barendrecht |                           |            |
| 2007      | Metamorfose                        | Ad Timmermans                   | Stationsplein                      | Barendrecht |                           |            |
| 2008      | Getuigenis                         | Gijs Assmann                    | Noordersingel                      | Barendrecht | Aluminium                 |            |
| 2009      | Landschappelijke dimensie          | Anne Wenzel                     | Havenhoofd                         | Barendrecht |                           |            |
| 2013      | Tempestas Chalybeia                | Ruud van de Wint                | Strausslaan                        | Barendrecht |                           |            |
| 2016      | Vogels                             | Leo Heerkens                    | Leedeweg                           | Barendrecht |                           |            |
|           | Samenwerking                       | Corry Ammerlaan-van Niekerk     | Carnisser baan/Smitshoekse Baan    | Barendrecht |                           |            |
|           | In Weiter Ferne, so Nah            | Martine Neddam                  | Carnisser baan/Lombardijenpad      | Barendrecht |                           |            |
|           | Vogel op spade                     | onbekend                        | Carnisser baan/Vrijenburglaan      | Barendrecht |                           |            |
|           | onbekend                           | onbekend                        | Carnisser baan/Vrijenburgweg       | Barendrecht |                           |            |
| onbekend  | Modelleren                         | Maarten Dans                    | Ziedewijdsedijk / Leedeweg         | Barendrecht |                           |            |
| onbekend  | onbekend                           | onbekend                        | Harmonielaan/ Sweelincklaan        | Barendrecht |                           |            |
| onbekend  | onbekend                           | onbekend                        | Reling                             | Barendrecht |                           |            |
| onbekend  | onbekend                           | onbekend                        | 2e Barendrechtseweg                | Barendrecht |                           |            |
| onbekend  | onbekend                           | onbekend                        | Strausslaan                        | Barendrecht |                           |            |